# Mertensia davurica
Mertensia davurica är en strävbladig växtart som först beskrevs av John Sims, och fick sitt nu gällande namn av George Don jr. Mertensia davurica ingår i släktet fjärvor, och familjen strävbladiga växter. Inga underarter finns listade i Catalogue of Life.